# Evangelium nach Johannes
| Neues Testament |
| --- |
| Evangelien |
| - Matthäus - Markus - Lukas - Johannes |
| Apostelgeschichte |
| Paulusbriefe |
| - Römer - 1. Korinther - 2. Korinther - Galater - Epheser - Philipper - Kolosser - 1. Thessalonicher - 2. Thessalonicher - 1. Timotheus - 2. Timotheus - Titus - Philemon - Hebräer |
| Katholische Briefe |
| - Jakobus - 1. Petrus - 2. Petrus - 1. Johannes - 2. Johannes - 3. Johannes - Judas                                                                                                 |
| Offenbarung |

Das Evangelium nach Johannes (oder Johannesevangelium, abgekürzt Joh), altgriechisch Ευαγγέλιον Κατὰ Ιωάννην euangelion kata Iōannēn, ist ein Buch des Neuen Testaments der Bibel. Als eines der vier kanonischen Evangelien ist es zentral für den christlichen Glauben. Es wurde bereits in der Alten Kirche ebenso wie von der Theologie der Gegenwart als das zuletzt geschriebene Evangelium betrachtet (datiert auf das späte 1. Jh. n. Chr.).
Johannes hat in Darstellung und Theologie ein eigenes Profil, wohingegen die anderen drei Evangelien viele Ähnlichkeiten miteinander aufweisen (und deshalb die drei synoptischen Evangelien genannt werden).
Die Überschrift „Evangelium nach Johannes“ war im – nicht bewahrt gebliebenen – Original noch nicht enthalten, aber dann einheitlich in den Abschriften. Dabei wurde der Name „Johannes“ bereits in der Alten Kirche einhellig auf den Apostel Johannes bezogen, also auf einen Augenzeugen. Diese Gleichsetzung wird inzwischen von der neutestamentlichen Forschung bezweifelt; sie geht mehrheitlich davon aus, dass sowohl die literarische Gestaltung als auch das theologische Profil des Johannesevangeliums dagegen sprechen, dass ein Augenzeuge und Jünger Jesu der Verfasser des Textes war.

## Verfasser

### Buchtitel
Die bereits in den ältesten Textzeugnissen seit dem Ende des 2. Jahrhunderts ({\displaystyle {\mathfrak {P}}}66, {\displaystyle {\mathfrak {P}}}75) vorhandene Überschrift „Evangelium nach Johannes“ nennt einen „Johannes“ als Verfasser des Evangeliums. Diese Überschrift wird jedoch kaum ursprünglich sein, da sie mit der Präposition „nach“ den Begriff Evangelium als Gattungsbegriff verwendet und so die parallele Existenz mehrerer Evangelien in einer Sammlung voraussetzt. Bei den zwei genannten Handschriften handelt es sich um Sammlungen. Als Einzeltexte identifizierbare Handschriften des Johannesevangeliums existieren nicht.

### Angaben im Evangelium über die Verfasserschaft
Einige Angaben im Evangelium erwecken den Eindruck, dass mehrere Personen an der Entstehung beteiligt waren: In der dritten Person wird derjenige genannt, der die berichteten Ereignisse bezeugt; außerdem werden die Leser von einem „wir“ angeredet. Und im letzten Vers des Evangeliums meldet sich ein „ich“ zu Wort:
„Wenn man alles einzeln aufschreiben wollte, so könnte, wie ich glaube, die ganze Welt die dann geschriebenen Bücher nicht fassen.“ (21,25 ).
Dieser als „ich“ Schreibende war offenbar an der Niederschrift beteiligt, zumindest am Ende. Entweder schrieb er eigenhändig, oder er diktierte.
Um den Zeugen geht es beim Sterben Jesu:
„Einer der Soldaten stieß mit der Lanze in seine Seite und sogleich floss Blut und Wasser heraus. Und der es gesehen hat, hat es bezeugt und sein Zeugnis ist wahr. Und er weiß, dass er Wahres sagt ...“ (19,34f. ).
Vielleicht sprach dieser Augenzeuge eine Art Bekräftigungs- oder Beteuerungsformel, etwa so: „Ich bin ganz sicher, dass ich das so beobachtet habe!“
In Bezug auf dieses Ereignis wird hervorgehoben, dass der Zeuge (in der Einzahl) weiß, dass sein Zeugnis wahr ist. Alle vier Evangelien stimmen darin überein, dass nur wenige Jünger bei der Kreuzigung anwesend waren. An anderer Stelle bestätigt eine Mehrzahl die Wahrheit:
„Petrus aber wandte sich um und sah den Jünger folgen, den Jesus lieb hatte, ... Das ist der Jünger, der diese [Ereignisse] bezeugt, und der dies geschrieben hat; und wir wissen, dass sein Zeugnis wahr ist.“ (21,20 und 24 ).
Der Ausdruck „schreiben“ kann manuell niederschreiben oder diktieren bedeuten. Die Bestätigung durch diese in „wir“–Form Auftretenden bezieht sich hier wohl auf mehrere oder so ziemlich alle im Evangelium berichteten Ereignisse.
Von einer Mehrzahl bestätigender Augenzeugen erzählt der Kanon Muratori:
„Als ihn [nämlich Johannes] seine Mitjünger und Bischöfe [zum Schreiben?] aufforderten, sagte er: ‚Fastet mit mir von heute ab drei Tage, und was einem jeden offenbart werden wird, das wollen wir einander mitteilen.‘ In derselben Nacht wurde dem Apostel Andreas offenbart, dass Johannes in seinem [eigenen] Namen alles niederschreiben und alle es durchsehen sollten.“
Diese unterschiedlichen Angaben sind nicht leicht zu einem stimmigen Bild von der Verfasserschaft zu vereinigen.

### Der Jünger, den Jesus liebte
Das Evangelium selbst nennt keinen Verfassernamen. Allerdings wird ein Jünger Jesu bezeichnet als der „Jünger, den Jesus liebte“ (19,26  und 21,20–24 ). Dies hebt ihn aber nicht von den anderen Jüngern ab, da Jesus diese genauso liebte. Von diesem wird in Joh 19,25–27 gesagt, dass er unmittelbar bei der Kreuzigung zugegen war. Außerdem wird in diesem Zusammenhang den Augenzeugen des Geschehens eine besondere Zeugenfunktion beigemessen (19,35 ). Am Ende des Evangeliums in 21,24  benennt der Text den „Jünger, den Jesus liebte“ ausdrücklich als seinen Autor:
Das ist der Jünger, der von diesen Dingen zeugt und der dies geschrieben hat; und wir wissen, dass sein Zeugnis wahr ist.

### Der Apostel Johannes
Die christliche Tradition hat den namenlosen Lieblingsjünger mit dem Apostel Johannes identifiziert, da von den drei Jüngern, die Jesus nach dem übereinstimmenden Zeugnis der Evangelien besonders nahestanden – Petrus, Jakobus, Johannes – Jakobus schon im Jahr 44 getötet wurde (Apg 12,2 ) und Petrus ausdrücklich von dem Lieblingsjünger unterschieden wird (Joh 13,23-24 ; 21,20 ). Auch die nachbiblische Überlieferung berichtet von Johannes als dem Verfasser des vierten Evangeliums. Irenäus von Lyon (120–202) war in seiner Jugend ein Schüler von Polykarp von Smyrna (69–155), der – so schreibt Irenäus – seinerseits ein Schüler des Apostels Johannes war. Dieser habe bis in die Zeit Trajans (98–117) in Ephesos gelebt und dort nach Matthäus, Markus und Lukas seinerseits ein Evangelium herausgegeben:
Zuletzt gab Johannes, der Jünger des Herrn, der auch an seiner Brust ruhte, selbst das Evangelium heraus, als er sich in Ephesos in der Asia aufhielt (Irenäus, Adversus Haereses III 1,1, zitiert auch bei Eusebius, Historia Ecclesiastica V 8,4)
Aus diesen Gründen hat die christliche Tradition den Apostel Johannes als Verfasser angenommen. Diese Position wird heute von vielen, insbesondere biblizistischen und evangelikalen Autoren vertreten. Damit wäre mindestens eines der vier Evangelien auf einen direkten Augenzeugen des Erdenwirkens Jesu zurückzuführen und seine Darstellung der Ereignisse als weitgehend authentisch anzusehen. Hinzu kommt, dass dieser Verfasser nicht nur als Autor der Johannesbriefe, sondern auch der Offenbarung des Johannes angesehen wird, also des gesamten in der Tradition so genannten „Corpus Johanneum“.
Exegeten, die diese Meinung heute vertreten, begründen ihre Position auch damit, dass der Autor eine gute Kenntnis der jüdischen Festzeiten, Sitten und Gebräuche habe. Er kenne Details über Jerusalem (5,2 ) vor der Zerstörung der Stadt im Jüdischen Krieg im Jahr 70, die durch die Archäologie bestätigt worden seien.

### Der Presbyter Johannes
Eine andere Auffassung sieht eine weitere Person, den Presbyter (Ältesten) Johannes als wahrscheinlichen Verfasser des Corpus Johanneum an. Dieser wäre nach einem Zeugnis des Papias von Hierapolis (ca. 130, zitiert bei Eusebius von Caesarea, Kirchengeschichte 3,39,4) als „Jünger des Herrn“ deutlich von dem Apostel Johannes, dem Zebedaiden, unterschieden und in 2 Joh 1 und 3 Joh 1 ausdrücklich als Verfasser der Johannesbriefe genannt worden. Das würde nach Inhalt, Sprache und Stilmitteln der Briefe den gleichen Verfasser auch für das Johannesevangelium nahelegen. Der Titel ὁ πρεσβύτερος (ho presbýteros) ist dabei besser gesichert als der Name „Johannes“. Folker Siegert kommentiert: dieser Titel sei nicht mit dem stets pluralisch begegnendem Presbyter-Titel zu verwechseln, sondern bezeichne ein ad personam beanspruchtes Lehramt.
Nach dieser Theorie käme der Apostel Johannes als Verfasser des Johannesevangeliums nicht in Frage und auch nicht als der Lieblingsjünger (siehe 21,24 ). Dazu wird darauf hingewiesen, dass der Apostel Johannes im Evangelium niemals mit Namen genannt oder als Verfasser und „geliebter Jünger“ bezeichnet wird. Auch würden die im Evangelium erzählten Szenen nicht zu den aus den Synoptikern bekannten Erzählungen passen und die anspruchsvollen Sprach- und Stilmerkmale einen schreibungewandten Fischer aus Galiläa ausschließen.
Es ist auch versucht worden, den Presbyter Johannes als Verfasser des Evangeliums mit der hinter dem Kunstnamen „Lazarus“ versteckten Gestalt (Kapitel 11 ) zu identifizieren, da er im Evangelium viermal als derjenige bezeichnet wird, den Jesus „liebte“ (Verse 3, 5, 11 und 36). Die Forschung zum Johannesevangelium ist diesen Interpretationen allerdings nur vereinzelt gefolgt.

### Redaktion und johanneische Schule
Die meisten Wissenschaftler gehen heutzutage von mehreren Autoren aus. Es gab einen Autor der Grundschrift des Evangeliums, Autoren, die redaktionelle Erweiterungen besonders in den Kapiteln 15, 16, 17 vorgenommen haben, und einen Herausgeber, der Kapitel 21 geschrieben hat.
Mit seinen 1820 veröffentlichten Argumenten gegen die Autorschaft des Apostels Johannes (Probabilia …) löste Karl Gottlieb Bretschneider eine intensive Diskussion aus. Die aktuelle historisch-kritische Exegese meint in Bezug auf die Verfasserfrage, dass eindeutige Aussagen zur Identifizierung einer bestimmten historischen Gestalt weder aus dem Evangelium noch aus der frühchristlichen Geschichte getroffen werden können, und hält es für unwahrscheinlich, dass der Apostel Johannes der Autor war. Was die Gestalt des Lieblingsjüngers betrifft, so taucht diese nur im Evangelium selbst auf, so dass ihre Historizität strittig sei. Angesichts der ausgearbeiteten umfangreichen Monologe Jesu, der fortgeschrittenen theologischen Reflexion und der vielen Abweichungen von der synoptischen Tradition wird häufig bestritten, dass es sich um Darstellungen eines Augenzeugen handeln könne. Zudem rechnet man weithin nicht mit einem einzelnen Autor, sondern mindestens mit einem weiteren Verfasser, der das Kapitel 21 angefügt und damit erst die Tradition des Lieblingsjüngers als Autor begründet habe.
In diesem Zusammenhang wird manchmal von einer johanneischen Schule oder johanneischen Gemeinde gesprochen, die sich auf die Autorität eines herausragenden Mitglieds stütze, das wegen seiner Nähe zu Jesus selbst für die Authentizität des Textes stehe. Dass es eine johanneische Schule gab, legen die späten Johannesbriefe des Neuen Testaments nahe, die eine ähnliche Terminologie wie das Evangelium verwenden.
Mit dem Lieblingsjünger werde im Text eine apostolische Gestalt neben oder sogar über die Autorität des Petrus gesetzt (13,23–28 , 21,7.20–23 ) und damit eine alternative Tradition begründet. Diese stehe nicht in Konkurrenz zur Tradition einer beginnenden strukturierten Kirche unter der Leitung des Petrus (21,15–18 ), sondern ergänze sie um die ungebundenere, weitgehend gestalt- und ortlose Tradition in den Dimensionen der Liebe und des Geistes, die für das johanneische Christentum prägend sind.
Mit Berufung auf diese Autorität sei in der johanneischen Gemeinde der Text tradiert und dabei auch überarbeitet worden. Für eine solche Gruppenperspektive spreche auch der Hinweis am Schluss des Evangeliums: „wir wissen, dass sein Zeugnis wahr ist“ (21,24 ). Angesichts der sprachlichen und theologischen Geschlossenheit des Endtextes wird dieser Vorgang der Aneignung und Auseinandersetzung mit dem Text heute auch bisweilen bezeichnet mit dem Begriff Relecture („Neu-“, „Wieder-“ oder „Weiterlesen“), der darauf hinweist, dass die Überarbeitungen weniger im Rahmen eines Konkurrenz- oder Korrekturmodells, wie es die älteren Quellen- und Redaktionsmodelle nahelegten, sondern in einem Prozess der Reflexion unter einer gemeinsamen Lektüre vorstellbar seien. Historisch ließen sich also höchstens die Linien dieses Lektüreprozesses, nicht aber die dahinter stehenden Personen oder gar Autoren identifizieren.
Die lange Zeit des Diskurses zwischen christlichen Lehren und gnostischen Religionssystemen in der Antike und Spätantike hinterließ nachweisliche Spuren in den jeweiligen Denksystemen und Begrifflichkeiten. So findet sich in der johanneischen Schule, etwa in der Aussage zum ‚Geist‘ (altgriechisch πνεῦμα pneũma „Geist“, „Hauch“, „Luft“, „Atem“) und ‚Fleisch‘ (altgriechisch σάρξ sarx „das (rohe) Fleisch“): „Der Geist ist es, der lebendig macht; das Fleisch nützt nichts.“ (Joh 6,63 ).

## Datierung

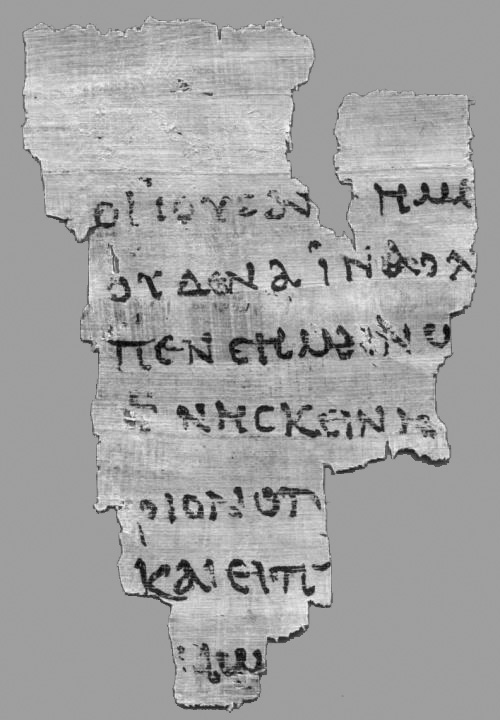
(recto) als ältestes Textzeugnis des Johannesevangeliums (vermutlich 1. Hälfte des 2. Jahrhunderts)

### Papyrus 52
Das älteste bislang gefundene Textzeugnis für das Johannesevangelium und für das Neue Testament überhaupt ist das Papyrusfragment {\displaystyle {\mathfrak {P}}}52. Das Fragment wurde 1920 auf einem ägyptischen Markt erworben und stammt wahrscheinlich auch aus Ägypten. Es ist wenige Quadratzentimeter groß und enthält auf der Vorderseite Teile der Verse Joh 18,31–33 , auf der Rückseite Fragmente der Verse Joh 18,37–38  des Evangeliums. Aufbewahrt wird es in der John Rylands Library in Manchester. Der Herausgeber Colin Henderson Roberts datierte das Dokument aufgrund der Schriftart etwa auf das Jahr 125 n. Chr. Es sind in der Forschung auch frühere Datierungen ab etwa 100 genannt worden. Neuerdings werden solche Ansätze bezweifelt, da eine Bestimmung allein aufgrund der Schriftart ungenau sei. Der Text stamme wohl eher aus der Zeit zwischen 130 und 150 n. Chr. oder nach vereinzelten Meinungen sogar erst aus der zweiten Hälfte des 2. Jahrhunderts. Jedenfalls bildet dieses Fragment den wichtigsten äußeren Anhaltspunkt für die Datierung des Johannesevangeliums. Wenn man damit rechnet, dass der Text noch eine Zeit brauchte, um bis nach Ägypten zu gelangen, wird man eine Abfassungszeit jedenfalls vor 130 n. Chr. annehmen können. Damit werden die historisch-kritischen Theorien über eine Entstehung des Evangeliums in der zweiten Hälfte des zweiten Jahrhunderts – so lehrte die Tübinger Schule im 19. Jahrhundert – hinfällig.

### Datierung um 90–100 n. Chr.
Heutzutage datieren Vertreter der historisch-kritischen Schule das Johannesevangelium aus inneren Gründen meist auf das Ende des ersten Jahrhunderts. Als frühestes Datum kommen für viele Exegeten die Jahre nach 80 in Frage, da das Johannesevangelium eine fortgeschrittene Entfremdung vom synagogalen Judentum dokumentiere (9,22 , 12,42 , 16,2 ) und auf den so genannten „Synagogenausschluss“ für Abtrünnige historisch zurückblicke. Nach Udo Schnelle wird von 11,48  die Zerstörung Jerusalems im Jahr 70 bereits vorausgesetzt.

### Frühdatierung
Einige Forscher geben auch frühere Daten an, so zum Beispiel William Foxwell Albright vor 80, John A. T. Robinson vor 70, ebenso Carsten Peter Thiede. Auch Klaus Berger (1997) vertrat die Ansicht, das Johannesevangelium sei früh entstanden. In seinem Buch Im Anfang war Johannes versucht er, die übliche Datierung zu widerlegen. Ein zentrales Argument ist dabei die Zerstörung Jerusalems im Jahr 70, die keinen Niederschlag im Johannesevangelium gefunden habe (auch nicht in 2,19  und 11,48 ), obwohl dieses Ereignis Christen wie Juden erschüttert haben müsse. Der vermeintliche Antijudaismus und die entwickelte Christologie und Theologie sind für ihn keine zwingenden Argumente für eine Spätdatierung. Das Wort vom Synagogenbann deutet er im Sinne der allgemeinen Verfolgung. Es gehe um ein Anfangsstadium, in dem die Trennung von der Synagoge gerade von dieser selbst vollzogen werde. Daher datiert Berger das Johannesevangelium in die Zeit zwischen 67 und 70. Grundsätzlich lässt sich die Hypothese der Frühdatierung nicht ausschließen, sie wird jedoch mehrheitlich abgelehnt.

## Entstehungsort
Nach dem frühchristlichen Zeugnis des Irenäus von Lyon wurde das Evangelium in Ephesos geschrieben. Dieser Hinweis hat bis heute viele Befürworter gefunden. Allerdings ist ihm auch widersprochen worden unter Hinweis auf folgende Beobachtungen im Text, die eher auf eine Lokalisierung im palästinischen Raum hinweisen:
- der Verfasser kennt sich topografisch sehr gut in Jerusalem und Palästina aus,
- das Evangelium beschreibt zutreffend und detailliert jüdische Feste und Gebräuche,
- der Verfasser verwendet ein stark semitisch-hebräisch geprägtes Griechisch.

Die im Johannesevangelium andererseits durchgehend zu beobachtende kontroverse Haltung zu „den Juden“ – womit näherhin die jüdische Führung gemeint ist – macht deutlich, dass die johanneische Gemeinde wohl durchaus konfliktreichen Kontakt zu jüdischen Gemeinden hatte. Eine solche Situation ist kaum wahrscheinlich für die Zeit Jesu, wohl aber für die Situation nach dem Jahr 70, als sich das Judentum nach dem Sieg der Römer über die aufständischen Juden und der Zerstörung des Tempels neu sammelte und gegen äußere Bedrohungen und Irritationen wappnete. Klaus Wengst hat diese Situation zum Ausgangspunkt genommen für eine historische Einordnung der johanneischen Gemeinde. Er lokalisiert die Gemeinde in den südlichen Gebieten des Königreichs von Herodes Agrippa II., also im nördlichen Ostjordanland, östlich des Sees Genezareth in Batanäa, der Gaulanitis und der Trachonitis, wo die jüdische Sammlung vor allem stattfand. Dieser Theorie ist widersprochen worden mit dem Hinweis, Wengst habe die religionsgeschichtliche Situation zwischen aufstrebendem Christentum und sich neu konsolidierendem Judentum zwar richtig beschrieben, daraus lasse sich aber keine Lokalisierung zwingend ableiten. Die beschriebene Konfliktsituation könne an jedem Ort des Aufeinandertreffens von christlichen Gemeinden mit Synagogen auftreten – zum Beispiel auch in Ephesos, wo nachweislich jüdische und christliche Gemeinden existierten. Die Frage des Entstehungsortes des Evangeliums ist also weiterhin nicht sicher zu beantworten.

## Prolog und Aufbau

### Übersicht
Die grobe Gliederung und der Aufbau des Evangeliums:
- Joh 1,1–18 EU Prolog (Logoshymnus)
- Joh 1,19–51 EU Der Täufer als Zeuge des Offenbarers, Jüngerberufungen
- Joh 2,1–12,50 EU Die Offenbarung Jesu vor der Welt
- Joh 13,1–17,26 EU Die Offenbarung Jesu vor den Seinen
- Joh 18,1–20,29 EU Die Erhöhung und Verherrlichung des Offenbarers (Passion und Auferstehung)
- Joh 20,30 f EU Der Zweck des Evangeliums
- Joh 21,1–25 EU Nachtragskapitel der Redaktion

### Grundschrift versus Redaktor
Das Evangelium nach Johannes, obgleich ein theologisch geschlossenes Ganzes, zeigt sich nicht als literarische Einheit.
Zwei wichtige Abschnitte geben einen Hinweis auf die Frage der „literarischen Einheit“:
- Aus der Perspektive von Joh 20,30 f EU erweist sich Joh 21 EU als Nachtrag.
- An Joh 14,31 EU schließt unmittelbar Joh 18,1 EU an. Die Joh 15 EU bis Joh 17 EU sind zwar „johanneisch“, lassen sich aber in Stil und theologischer Thematik vom Rest des Evangeliums unterscheiden.

Zu unterscheiden sind deshalb:
- die mögliche ‚Grundschrift‘ des Evangeliums,
- die möglichen ‚redaktionellen Erweiterungen‘ einer „Johannesschule“, vor allem durch Joh 15 EU, Joh 16 EU und Joh 17 EU,
- der Nachtrag eines Herausgebers bzw. Redaktors Joh 21 EU.[25]

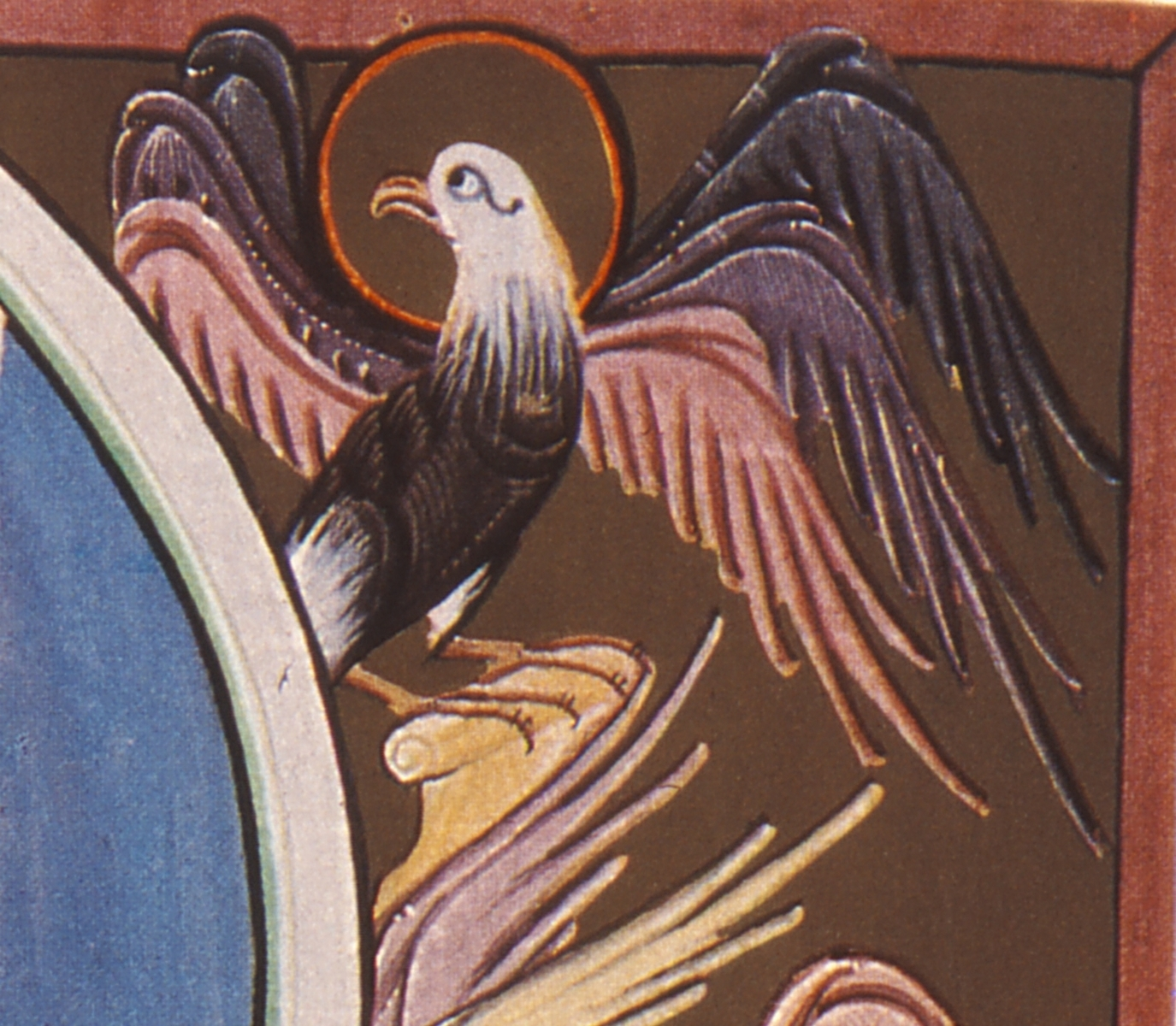
Der Adler dient oft als Symbol und Attribut für den Evangelisten Johannes, hier in der Bamberger Apokalypse

### Einzelne Abschnitte
Das Johannesevangelium beginnt nicht mit der Geburt, Kindheit oder Taufe Jesu, sondern mit einem tiefgründigen Prolog in der Form eines strophischen Liedes (1,1–18 ):
Im Anfang (ἀρχή) war das Wort (λόγος)
und das Wort war bei Gott,
und das Wort war Gott.
Im Anfang war es bei Gott.
Alles ist durch das Wort geworden
und ohne das Wort wurde nichts, was geworden ist.
Zielpunkt dieser und der folgenden drei Strophen ist Vers 14:
Und das Wort ist Fleisch geworden
und hat unter uns gewohnt
und wir haben seine Herrlichkeit gesehen,
die Herrlichkeit des einzigen Sohnes vom Vater,
voll Gnade und Wahrheit.

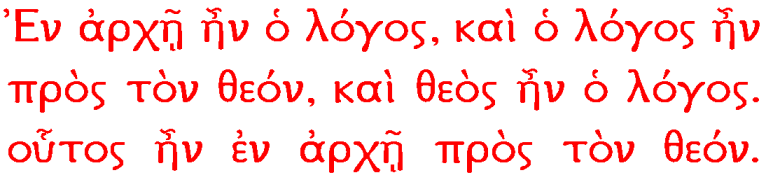
Beginn des Johannesevangeliums auf Griechisch

Der Prolog erhält einen starken Sprachrhythmus, indem er jeden neuen Begriff im jeweiligen Folgesatz aufgreift, weiterführt und in jeder Strophe einen neuen Gedanken durchführt. Seine Begriffe und Form beziehen sich auf den ersten Schöpfungsbericht der Tora (Gen 1 ), der ähnlich beginnt („Am Anfang …“) und Gottes Hinwendung zur Welt als ein ordnendes, die Gegensätze von Licht und Finsternis, Tag und Nacht usw. scheidendes Handeln beschreibt. So wie dieses auf das Erschaffen des Menschen als Gottes Ebenbild zuläuft, so läuft hier alles auf die Menschwerdung des Wortes zu, durch das Gott alles gemacht hat. Der Prolog legt also das Kommen Jesu Christi als Fleischwerdung des ewigen Wortes aus, das von Anfang an Gottes Wille war und seine Schöpfung vollendet.
Der Prolog tritt an die Stelle der Abstammungslisten und Geburtslegenden im Lukas- und Matthäusevangelium. Er nimmt wie in einer Ouvertüre die Themen vorweg, die das ganze Evangelium dann ausführt: Das Wort ist Fleisch geworden, hat unter uns gewohnt und wir sahen seine Herrlichkeit. Dies wird auch als Leseanweisung für die drei Hauptteile verstanden:
- Kapitel 2–12: das Auftreten Jesu vor Zeugen, unterteilt in Kapitel 3–6 (Reden und Wunder) und 7–12 (Streitgespräche mit Gegnern, Scheidung in Gegner und Anhänger)
- Kapitel 13–17: Abschied von den Jüngern, unterteilt in 13 (Fußwaschung), 14–16 (Abschiedsreden), 17 (das hohepriesterliche Gebet Jesu)
- Kapitel 18–21: Verherrlichung durch Passion und Auferstehung, unterteilt in 18–19 (Leiden und Tod), 20–21 (Erscheinungen des Auferstandenen und Sendung der Jünger)

## Inhalt
Der erzählerische Rahmen reicht vom Zeugnis Johannes des Täufers (1,19 ) über das öffentliche Wirken Jesu (2–12 ) und die Offenbarung vor seinen Jüngern (14–17 ) bis zu seiner Kreuzigung (18–19 ) und den Erscheinungen des Auferstandenen vor Zeugen (20 ) und am See von Tiberias (21 ).
Im Zentrum des Johannesevangeliums steht die Botschaft, dass Jesus der Sohn Gottes sei. Dies gipfelt in Aussagen wie
Ich und der Vater sind eins (10,30 ).
Dieses hohe Selbstbewusstsein Jesu provoziert den Vorwurf der Gotteslästerung, der von einigen Juden gegen Jesus erhoben wird und auch handgreiflichen Ausdruck findet in Versuchen, Jesus zu steinigen (10,31–33 ). Dem setzt der johanneische Jesus entgegen, dass er in die Welt gekommen sei, um den Menschen die Nähe Gottes zu vermitteln. Wer an Jesus und seine göttlichen Werke glaube, der glaube damit auch an Gott. In ihm verkörpere sich die Liebe Gottes, die allein den Menschen zu retten vermöge:
Denn Gott hat die Welt so sehr geliebt, dass er seinen einzigen Sohn hingab, damit jeder, der an ihn glaubt, nicht zugrunde geht, sondern das ewige Leben hat. Denn Gott hat seinen Sohn nicht in die Welt gesandt, damit er die Welt richtet, sondern damit die Welt durch ihn gerettet wird. (3,16–17 )
Den Höhepunkt der Selbstmitteilung Jesu im Johannesevangelium bilden die so genannten Abschiedsreden (14–17 ), in denen Jesus die Einheit mit Gott auch seinen Jüngern verspricht. Der Paraklet werde ihnen die Erkenntnis bringen:
Ich bin in meinem Vater, ihr seid in mir, und ich bin in euch. (14,20 )
Schließlich bittet Jesus um dieses Einheitserlebnis für alle, die an ihn glauben.
Aber ich bitte nicht nur für diese hier, sondern auch für alle, die durch ihr Wort an mich glauben. Alle sollen eins sein: Wie du, Vater, in mir bist und ich in dir bin, sollen auch sie in uns sein, damit die Welt glaubt, dass du mich gesandt hast. Und ich habe ihnen die Herrlichkeit gegeben, die du mir gegeben hast; denn sie sollen eins sein, wie wir eins sind, ich in ihnen und du in mir. (17,20–23 )
Nach dem Johannesevangelium führt die Erkenntnis des Einsseins mit Gott dazu, dass der immer unbefriedigte Mensch von seinem unersättlichen Lebensdurst befreit wird:
Wer von diesem Wasser trinkt, wird wieder Durst bekommen; wer aber von dem Wasser trinkt, das ich ihm geben werde, wird niemals mehr Durst haben; vielmehr wird das Wasser, das ich ihm gebe, in ihm zur sprudelnden Quelle werden, deren Wasser ewiges Leben schenkt. (4,13–14 )
Zu dieser Erkenntnis führen vor allem auch die „Zeichen“ Jesu (griechisch σημεῖα). Das sind sieben ausdrücklich so bezeichnete oder als solche verstandene Taten Jesu:
1. die Wandlung von Wasser in Wein bei der Hochzeit zu Kana (Joh 2,1–11 EU)
2. die Heilung des Sohnes des „Königlichen (Beamten)“ (Joh 4,46–54 EU)
3. die Heilung am Teich Bethesda (Joh 5,1–16 EU)
4. das Speisungswunder am See Genezareth (Joh 6,1–14 EU)
5. der Seewandel (Joh 6,16–26 EU)
6. die Heilung des Blindgeborenen (Joh 9,1–41 EU)
7. die Auferweckung des Lazarus (Joh 11,1–44 EU).

Die Bedeutung der „Zeichen“ für die Aussageabsicht des Johannesevangeliums wird im vorläufigen Abschlussvers 20,31  hervorgehoben:
Diese (Zeichen) aber sind aufgeschrieben, damit ihr glaubt, dass Jesus der Messias ist, der Sohn Gottes, und damit ihr durch den Glauben das Leben habt in seinem Namen.

## Textgestalt und Literarkritik

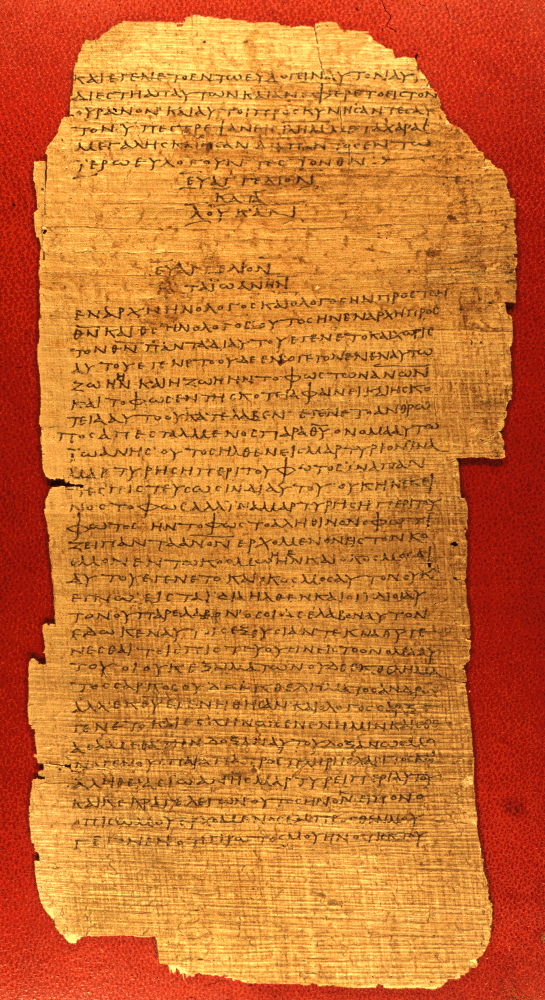
Beginn des Johannesevangeliums im Papyrus, ca. Ende 2. Jahrhundert

Nachdem mit den historisch-kritischen Methoden im 20. Jahrhundert differenzierte Theorien zur Komposition, zu möglichen literarischen Quellen und redaktionellen Überarbeitungen des möglicherweise unter starkem gnostischem Einfluss stehenden Evangeliums vorgelegt wurden, wird in den letzten Jahren die literarische Einheit des Johannesevangeliums wieder stärker betont.
Unbestritten gilt der Abschnitt 7,53–8,11  mit der Ehebrecherin als nicht ursprünglich zum Evangelium gehörig, weil er von den Handschriften vor dem 5. Jahrhundert (unter anderem {\displaystyle {\mathfrak {P}}}66, {\displaystyle {\mathfrak {P}}}75) nicht bezeugt ist und auch sprachlich aus dem Rahmen fällt. Daneben wird überwiegend das Kapitel 21 als Nachtrag zum bereits bestehenden Evangelientext (Joh 1–20) identifiziert, weil in 20,30–31  bereits ein ausgesprochener Buchschluss vorliegt und sich der Verfasser von Kapitel 21 deutlich vom Verfasser dieses Schlusswortes abhebt (21,24 ). Von Forschern, die das Kapitel 21 als eine spätere Redaktion ansehen, wird häufig auch die Hervorhebung der Gestalt des Lieblingsjüngers dieser Überarbeitung zugeschrieben. Es ist also fraglich, ob der Lieblingsjünger überhaupt eine historische Gestalt ist. Die Beantwortung dieser Frage hat erhebliche Konsequenzen für die Identifizierung des Autors des Evangeliums (siehe Verfasser).
An weiteren Stellen des Evangeliums hat die historisch-kritische Exegese Kohärenzprobleme im Text festgestellt. So scheint in 4–7  die Abfolge der Aufenthalte Jesu in Jerusalem und Galiläa durcheinandergeraten zu sein. Diese Unordnung könnte durch einfache Umstellung der Reihenfolge von Kapitel 5 und 6 behoben werden. Des Weiteren schließt anscheinend 18,1  besser an 14,31  an, weil der Aufforderung Jesu zum Fortgehen keine entsprechende Handlung in 15,1  folgt. Wenn es hier nicht nur um (versehentliche) Unordnung geht, schließen Vertreter einer Redaktionshypothese aus diesem Befund, dass ein vorliegender Text von einem Redaktor überarbeitet und erweitert wurde, ohne dass die Nahtstellen unkenntlich gemacht wurden. Andere Forscher halten die Brüche im Text für inhaltlich erklärbar oder sogar für vom Autor beabsichtigte dramaturgische Hinweise und schreiben die Gesamtkomposition dem Evangelisten zu.
Noch weitergehend sind Theorien, die mit der Aufnahme von Quellenschriften rechnen. Als eine solche Quelle wird vor allem eine Sammlung von Wundererzählungen angesehen, die man deshalb Semeia-Quelle (von griechisch σημεῖον „Zeichen“) genannt hat. Auch wird teilweise angenommen, der Passionsbericht 18–19  habe in einer gewissen Form bereits vorgelegen und sei in das Evangelium eingearbeitet worden. Diese Forschungsrichtung vertritt vor allem der Kommentar von Jürgen Becker, der außerdem in der Tradition Rudolf Bultmanns von einer umfangreichen „kirchlichen Redaktion“ ausgeht.
Alle diese Theorien nehmen Textvorlagen und Traditionen an, die historisch nicht greifbar sind. Quellenschriften oder ursprünglichere abweichende Textversionen des Evangeliums existieren nicht. Diese Tatsache und die weite Bandbreite der Hypothesen zur Literarkritik des Johannesevangeliums haben die Skepsis gegenüber solchen Lösungen in den letzten Jahren erheblich gesteigert. Unter den Exegeten, die von einer literarkritischen oder gemeindegeschichtlichen Zugangsweise kommend, mittlerweile eine synchrone intertextuelle Lektüre vertreten, ist im deutschen Sprachraum vor allem Hartwig Thyen zu nennen, darüber hinaus auch Raymond E. Brown und Fernando F. Segovia. Im nordamerikanischen Raum etablierte Robert Alan Culpepper (Anatomy of the Fourth Gospel, 1983) die synchrone, narratologische Auslegung; auch die Kommentare von Ludger Schenke, Ulrich Busse und Jean Zumstein sind diesem Auslegungstyp zuzuordnen. Bei Unterschieden im Detail erarbeiten diese Exegeten, wie der Text als autosemantisches Ganzes „funktioniert“; dass der Text eine Vorgeschichte hatte, gewachsen ist, wird durchaus zugestanden, interessiert aber weniger.

## Verhältnis zu den synoptischen Evangelien
Die Frage der Abhängigkeit oder Unabhängigkeit des Johannesevangeliums von den drei synoptischen Evangelien (Matthäus, Markus und Lukas) wurde in der Geschichte der Auslegung des vierten Evangeliums unterschiedlich beurteilt. Auch in der aktuellen Forschung besteht kein Konsens, wobei zahlreiche Exegeten mittlerweile wieder von einer Kenntnis zumindest des Markusevangeliums ausgehen. Das Verhältnis zu den synoptischen Evangelien ist schwer zu bestimmen, weil das Johannesevangelium einerseits in Aufbau, Sprache, Stil und Stoff erhebliche Unterschiede zu den Synoptikern aufweist, andererseits aber an zahlreichen Stellen den gleichen Inhalt bietet oder zumindest ähnliche Strukturen erkennen lässt. Folgende Übersichten stellen die wichtigsten Gegensätze und Gemeinsamkeiten dar:

### Gemeinsamkeiten mit den Synoptikern
| Johannes | Abschnitt                                                                                  | Synoptiker  |
| -------- | ------------------------------------------------------------------------------------------ | ----------- |
| 4,46–54  | Heilung des Sohnes eines Königlichen                                                       | Lk 7,1–10   |
| 6,1–21   | Speisung der Fünftausend und Jesu Wandel über den See                                      | Mk 6,32–52  |
| 12,12–15 | Einzug in Jerusalem                                                                        | Mk 11,1–10  |
| 13,1–30  | Letztes Mahl und Kennzeichnung Judas als „Überlieferer“                                    | Mk 14,12–21 |
| 18,2–12  | Die Verhaftung Jesu im Garten Gethsemane                                                   | Mk 14,43–53 |
| 18,12ff  | Die Vernehmung vor dem jüdischen Hohen Rat, die Verhandlung vor Pilatus und die Kreuzigung | Mk 14,53ff  |

### Besonderheiten des Johannesevangeliums
| Merkmal |
| --- |
| Der Prolog des Johannesevangeliums (1,1–18 ) ist in seiner hymnisch-reflektierenden Art einzigartig.                                                                     |
| Die Auferweckung des Lazarus von den Toten wird nur im Johannesevangelium erzählt und erhält dort als letztes und größtes „Zeichen“ Jesu besonderes Gewicht (11 ).       |
| Auffällig sind die häufigen und langen Reden Jesu, vor allem die Abschiedsreden, die sich ohne größere Unterbrechungen über fast fünf Kapitel erstrecken (13–17 ).       |
| Die Reden Jesu drehen sich häufig um seine eigene Person („Ich-bin“-Worte) und verwenden intensive Metaphern („lebendiges Wasser“, „Licht der Welt“, „Brot des Lebens“). |

### Unterschiede zu den Synoptikern
| Johannes | Thema | Synoptiker |
| --- | --- | --- |
| Jesus spricht in längeren meditativ-theologischen Reden. | Sprechweise Jesu Es liegen verschiedene Sprechsituationen (öffentlich/Jüngerkreis) und Adressatenkreise vor. | Bei den Synoptikern spricht Jesus in kurzen Sätzen und Gleichnissen.                                                                                           |
| Mehrere längere Aufenthalte in Jerusalem werden erwähnt, die nur jeweils kurz durch Reisen nach Galiläa unterbrochen sind. Jesus wirkt vor allem in Jerusalem. | Reisen Jesu                                                                                                  | Jesus begibt sich mehrmals von Galiläa nach Jerusalem. |
| Bei Johannes steht die Tempelaustreibung programmatisch am Anfang, im zweiten Kapitel seines Evangeliums. (2,13–22 ).                                          | Jesu Vertreibung der Händler und Geldwechsler aus dem Tempel                                                 | Laut den Synoptikern geschieht die Tempelaustreibung gegen Ende des Wirkens Jesu (Mk 11,15–18 ) als Anstoß für seine Gegner und Ursache für seine Beseitigung. |
| Jesus verzichtet bei Johannes ausdrücklich auf eine Bitte um Verschonung vor dem Leiden (12,27 , 18,11 ).                                                      | Jesus in Gethsemane                                                                                          | Bei den Synoptikern bittet Jesus Gott, den Kelch an ihm vorübergehen zu lassen (Mk 14,36 )                                                                     |
| Das „Es ist vollbracht!“ gleicht einem Triumphruf (Ende des Psalm 22 – Vers 32c)                                                                               | Jesu letztes Wort am Kreuz                                                                                   | Jesus klagt über seine Gottverlassenheit (Beginn des Psalm 22 – Vers 2)                                                                                        |
| Jesu Todestag ist der Rüsttag des siebentägigen Pessachfestes (der 14. Nisan).                                                                                 | Die zeitliche Abfolge der Erzählung von Jesu Leiden                                                          | Bei den Synoptikern ist der Todestag Jesu der erste volle Festtag des Festes (15. Nisan)                                                                       |

### Unterschiedliche theologische Akzente am Beispiel des Abendmahls
Die Schilderung des ‚letzten Abendmahls‘ in Joh 13 weicht stark von der Erzählung in den synoptischen Evangelien (Mk 14; Mt 26; Lk 22) ab. Zwar berichten alle vier Evangelisten von einem Mahl, das in der letzten Nacht vor der Kreuzigung stattfindet, allerdings unterscheidet sich die synoptische von der johanneischen Chronologie. Auch der Verlauf des Abendmahls wird unterschiedlich geschildert, besonders auffällig ist dabei das Fehlen der Einsetzungsworte im Johannesevangelium. Zudem erzählt nur Johannes, dass Jesus den Jüngern während des Mahls die Füße wäscht. Die Deutung der Fußwaschung ist in der Forschung umstritten, oft wird sie als Akt der Demut und Gnade und damit als Symbolisierung der Kreuzigung verstanden. Warum der Evangelist Johannes auf die Einsetzungsworte verzichtet, wird ebenso kontrovers diskutiert. Einige Exegeten, die die Einsetzungsworte bei den Synoptikern als Kultätiologie für frühchristliche eucharistische Mähler verstehen, vermuten eine antisakramentale Einstellung des Evangelisten Johannes. Andere Forscher gehen davon aus, die Eucharistielehre sei im Johannesevangelium schon in der „Brotrede“ (Joh 6,51–58) behandelt worden, da Jesus hier scheinbar behauptet, der Verzehr seines Fleisches und Bluts sei die Zugangsvoraussetzung zum ewigen Leben, und müsse demnach in Joh 13 nicht noch einmal aufgegriffen werden. Doch die Deutung der Brotrede als eucharistische Rede ist nicht unumstritten, wird doch in der neueren Forschung ein metaphorisches (im Gegensatz zu einem „eucharistischen“) Verständnis der Brotrede plausibel gemacht. Darüber hinaus entwickelte sich die Eucharistie als Ritual individueller Heilsaneignung mit zeichenhaften Mahlportionen erst im 3. Jahrhundert n. Chr. (die sogenannten Einsetzungsworte als Teil der Mahlgebete sind erst in der Traditio Apostolica belegt), demnach ist eine kultätiologische Deutung der sogenannten Einsetzungsworte und der Brotrede problematisch.

### Deutungen der Unterschiede und Gemeinsamkeiten
Bereits in der Antike und Spätantike wurde wegen dieser Unterschiede der historische Wahrheitsgehalt der Evangelien bestritten, etwa in der Schrift Contra Christianos des Porphyrios. Sie geben bis heute Gegnern des Christentums Anlass zu Kritik. Die Widersprüche sind aber auch in der innerkirchlichen und exegetischen Diskussion eine andauernde Herausforderung.
Unterschiede und Gemeinsamkeiten machen ein klares Urteil über die Beziehung des Evangeliums zu den Synoptikern unmöglich. Viele Exegeten nehmen an, dass der Evangelist das Markusevangelium und vielleicht auch – vor allem im Passionsbericht – das Lukasevangelium gekannt hat oder diese Kenntnis bei seinen Lesern voraussetzt. Die synoptischen Evangelien werden jedoch nicht erkenntlich als Quellen oder schriftliche Vorlagen verwendet, auch nicht dort, wo das Johannesevangelium den gleichen Stoff bietet. Es stellt vielmehr übereinstimmendes Traditionsmaterial sehr eigenständig dar. Daher vermuten einige wenige Forscher sogar, Johannes habe möglicherweise Zugang zu Quellen oder Traditionen besessen, die unabhängig vom Markusevangelium als dem ältesten Evangelium waren und sehen daher eine Priorität des Johannesevangeliums, die sich teilweise auch auf die Datierung bezieht (Frühdatierung).
Einige Wissenschaftler stellen fest: Das Johannesevangelium will weder als Ergänzung noch als Korrektur der synoptischen Evangelien gelesen werden, sondern als eigenständiges Werk., so etwa Percival Gardner-Smith (2011). Andere Forschungsteams Roland Bergmeier, Ismo Dunderberg und Manfred Lang etwa postulierten, dass die Redaktoren des Johannesevangeliums die Synoptiker in ihrer Endfassung sehr wohl gekannt hätten.

## „Die Juden“
Das Verhältnis des Johannesevangeliums zu den Juden bzw. Judäern (Ιουδαίοι) ist ambivalent. Auf der einen Seite wird Jesus ausdrücklich als Jude dargestellt (4,9 ) und grundsätzlich festgehalten: „Das Heil kommt von den Juden“ (4,22 ). Außerdem sind auch seine Anhänger zum größten Teil Juden, vor allem die zwölf Apostel. Auf der anderen Seite werden heftige Streitgespräche zwischen Jesus und „den Juden“ geschildert; diese Abschnitte werden oft als judenfeindlich eingestuft.
Die Bezeichnung „die Juden“ betrifft oft Informationen über das ganze Volk, z. B. „das Passa der Juden“ (Joh 2,13). Oft bezieht sich dieser Ausdruck auf die religiösen Führer der Juden (den Hohenpriester und den Hohen Rat). Und oft meint er jene Gruppe von Juden, mit denen Jesus diskutiert – wobei es manchmal sehr heftige Diskussionen waren. Wenn es etwa heißt, „die Juden hoben Steine auf, um Jesus zu steinigen“ (10,31 ), dann waren vielleicht nur mehrere Juden aktiv, nicht unbedingt alle gerade anwesenden Juden, und sicher nicht die Gesamtheit der Juden – an die man aber, streng wörtlich genommen, denken könnte.
Die Darstellung dieser Auseinandersetzung bei Johannes geht über die Darstellung in den Synoptikern hinaus; diese schildern lediglich einige Streitgespräche zwischen Jesus und vor allem den Pharisäern. Allen Evangelien gemeinsam ist die Darstellung der jüdischen Führung als den Betreibern der Auslieferung Jesu an die Römer zur Kreuzigung (18 ).
Die an manchen Stellen kritische Darstellung „der Juden“ im Johannesevangelium konnte in der Geschichte des Christentums nachwirken. Allerdings wurden Kirchenbesucher jahrhundertelang kaum mit konkreten Bibelstellen konfrontiert (im Mittelalter war die Liturgie lateinisch). Soweit Christen selbstständig die Schriften des Neuen Testaments lasen, konnten sie einen Gesamteindruck erhalten und dabei auch die positiven Aussagen erfassen.

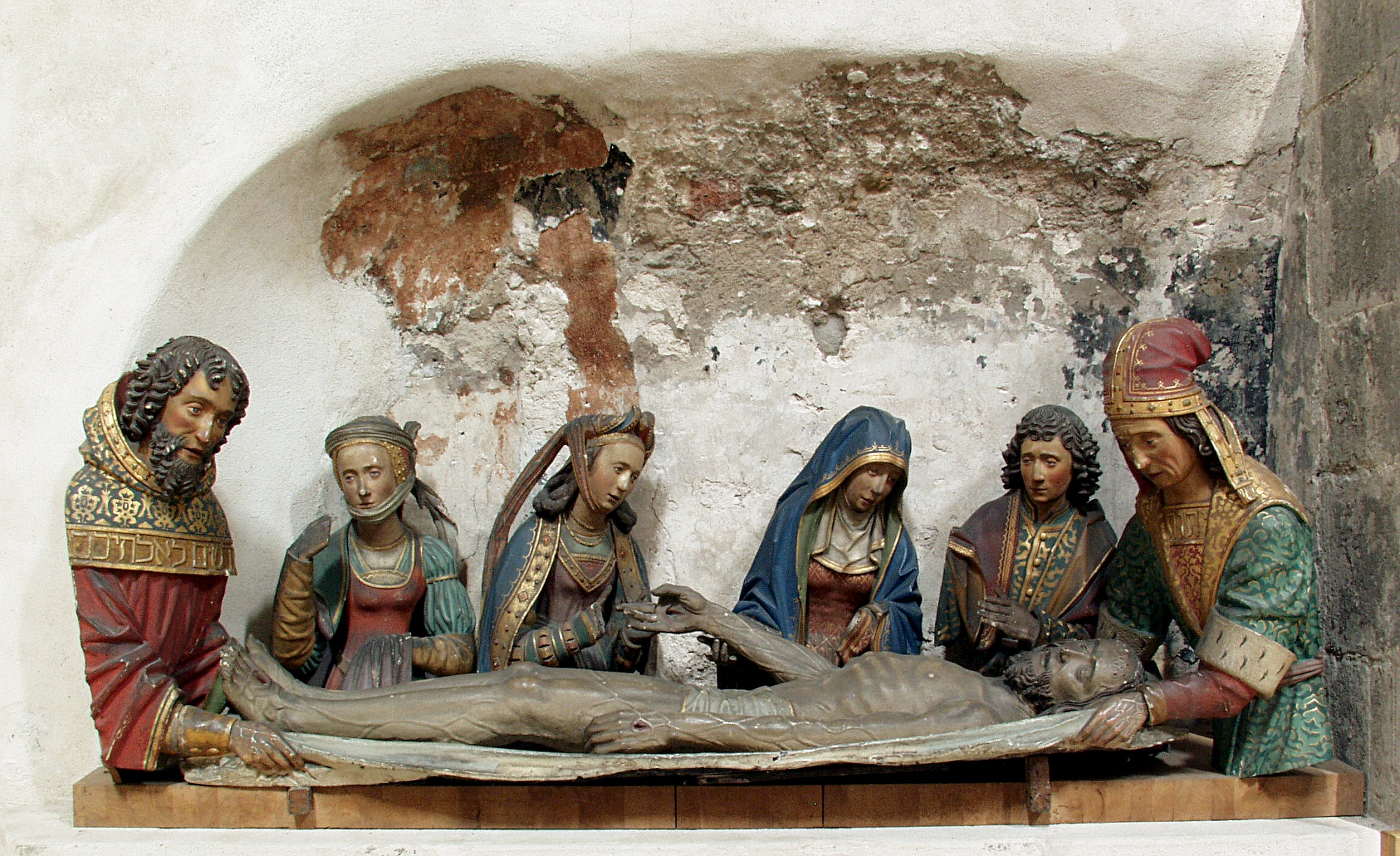
Skulptur der Grablegung Jesu (1509) mit Nikodemus (links) und Josef von Arimathäa (rechts), die durch hebräische Kleidungsinschriften als Juden dargestellt werden

Die Konflikte zwischen dem jüdischen Jesus und „den Juden“ liegen gemäß dem Johannesevangelium im Unverständnis der jüdischen Führer für Jesu Anspruch. Als „das Wort Gottes“ (1,1 ) vermittelt er einen unmittelbaren Zugang zu Gott. Diese Darstellung zeichnet sich bereits als Grundlinie ab in der nächtlichen Begegnung zwischen dem Pharisäer Nikodemus und Jesus (3,1–21 ). Nikodemus erscheint hier als aufgeschlossen gegenüber Jesus, aber es ist erkennbar, wie schwer das Anliegen Jesu zu erfassen ist („Ihr müsst von oben geboren werden“ 3,7 ). Während Nikodemus noch als dialogbereit gezeichnet wird und sich zu einem Anhänger Jesu entwickelt (19,38–40 ), führen andere Streitgespräche zwischen Jesus und „den Juden“ über das Sabbatgebot (5,16–18 ) oder die Bedeutung der Abstammung der Juden (8,39–59 ) zu Konflikten, die in versuchten Steinigungen Jesu münden und letztlich zur Auslieferung Jesu an die Römer führen. Zuspitzungen wie zum Beispiel die Aussage, die jüdischen Gegner Jesu hätten „den Teufel zum Vater“ (8,44 ) erwachsen aus solchen konkret geschilderten Konfliktsituationen und dürfen daher nicht als generelle Aussagen über das Judentum verstanden werden.
In den vom Johannesevangelium geschilderten Auseinandersetzungen mit dem Judentum spiegelt sich für historisch-kritische Exegeten die Situation nach dem Ausschluss der Christen aus der Synagoge (nach 70). Demnach würde das Johannesevangelium die Grundlinien des Konflikts zwischen dem aufstrebenden Christentum und dem sich nach der Katastrophe des jüdischen Krieges wieder konsolidierenden Judentum beschreiben. In diesem Zusammenhang sind auch die guten Kenntnisse des Johannesevangeliums über jüdische Riten und Traditionen und den jüdischen Festkalender hervorzuheben. Diese erklären sich am ehesten aus einer großen Nähe zu jüdisch-biblischen Traditionen.

## Rezeption
- Das Johannes-Evangelium (Film)
- Johannes-Passion
- Wer mich liebet, der wird mein Wort halten, BWV 59
- Wer mich liebet, der wird mein Wort halten, BWV 74

### Einleitung
- Ingo Broer: Einleitung in das Neue Testament. Studienausgabe, Würzburg 2006, ISBN 3-429-02846-9, S. 181–228.
- Raymond E. Brown: An Introduction to the Gospel of John. Edited, updated, introduced and concluded by Francis J. Moloney. The Anchor Bible Reference Library. Doubleday, New York u. a. 2003, ISBN 0-385-50722-4.
- Ulrich Busse: Das Johannesevangelium: Bildlichkeit, Diskurs und Ritual. Mit einer Bibliographie über den Zeitraum 1986–1998 (= Bibliotheca Ephemeridum theologicarum Lovaniensium. Band 162). Peeters, Leuven u. a. 2002, ISBN 90-429-1100-X.
- Joachim Kügler: Das Johannesevangelium. In: Martin Ebner, Stefan Schreiber (Hrsg.): Einleitung in das Neue Testament. Kohlhammer, Stuttgart 2008, ISBN 3-17-018875-5, S. 208–228.
- Ludger Schenke: Das Johannesevangelium: Einführung – Text – dramatische Gestalt (= Kohlhammer-Urban-Taschenbücher. Band 446). Kohlhammer, Stuttgart 1992, ISBN 3-17-011926-5.
- Hartwig Thyen: Artikel Johannesevangelium. In: Theologische Realenzyklopädie. Nr. 17, 1988, S. 200–225.

### Neuere Kommentare
- Jürgen Becker: Das Evangelium nach Johannes. (= Ökumenischer Taschenbuchkommentar zum Neuen Testament. Band 4/1–2 = Gütersloher Taschenbücher Siebenstern. Band 505/506). 3. Auflage. 2 Bände, Gütersloher Verlagshaus Mohn u. a., Gütersloh 1991.
- Johannes Beutler: Das Johannesevangelium. Kommentar. Herder, Freiburg 2013, ISBN 978-3-451-30779-9.
- Günther Keil: Das Johannesevangelium. Ein philosophischer und theologischer Kommentar. Vandenhoeck & Ruprecht, Göttingen 1997, ISBN 3-525-53642-9.
- Ernst Haenchen: Das Johannesevangelium – ein Kommentar. Aus den nachgelassenen Manuskripten herausgegeben von Ulrich Busse mit einem Vorwort von James M. Robinson. Mohr, Tübingen 1980, ISBN 3-16-143102-2.
- Craig S. Keener: The Gospel of John. A Commentary. Baker Academic, Grand Rapids 2003.
- Alicia D. Myers: Reading John and 1, 2, 3 John: A Literary and Theological Commentary. Smyth & Helwys, Macon, GA 2019.
- Jerome H. Neyrey: The Gospel of John. Cambridge University Press, Cambridge 2007, ISBN 978-0-521-82801-7.
- Ludger Schenke: Johannes: Kommentar. Patmos-Verlag, Düsseldorf 1998, ISBN 3-491-77950-2.
- Udo Schnelle: Das Evangelium nach Johannes (= Theologischer Handkommentar zum Neuen Testament. Band 4). Evangelische Verlagsanstalt, Leipzig 1998, ISBN 3-374-01673-1.
- Benedikt Schwank: Evangelium nach Johannes. Praktischer Kommentar. EOS, Sankt Ottilien 3. Auflage 2007, ISBN 978-3-8306-7270-8.
- Folker Siegert: Das Evangelium des Johannes in seiner ursprünglichen Gestalt. Wiederherstellung und Kommentar (= Schriften des Institutum Judaicum Delitzschianum (SIJD). Band 7). Vandenhoeck & Ruprecht, Göttingen 2008, ISBN 978-3-525-50147-4.
- Michael Theobald: Das Evangelium nach Johannes. Kapitel 1–12. Regensburger Neues Testament, Verlag Friedrich Pustet, Regensburg 2009, ISBN 978-3-7917-2062-3.
- Hartwig Thyen: Das Johannesevangelium (= Handbuch zum Neuen Testament. Band 6). Mohr-Siebeck, Tübingen 2005, ISBN 3-16-148485-1.Sjef van Tilborg: Das Johannes-Evangelium. Ein Kommentar für die Praxis. Überarbeitet von Rainer Dillmann und Detlev Dormeyer. Katholisches Bibelwerk, Stuttgart 2005, ISBN 3-460-33128-3.
- Klaus Wengst: Das Johannesevangelium (= Theologischer Kommentar zum Neuen Testament. Band 4). 2 Bände, Kohlhammer, Stuttgart 2004,
  - Band 1: Kapitel 1–10. 2. durchgesehene und ergänzte Auflage. Kohlhammer, Stuttgart 2004, ISBN 3-17-018198-X.
  - Band 2: Kapitel 11–21. 2. durchgesehene und ergänzte Auflage. Kohlhammer, Stuttgart 2007, ISBN 978-3-17-019815-9.
- Ulrich Wilckens: Das Evangelium nach Johannes (= NTD. Band 4). 18. Auflage. Vandenhoeck & Ruprecht, Göttingen 2000, ISBN 3-525-51379-8 (Online-Ausgabe der 17. Auflage im Projekt Digi20).
- Jean Zumstein: Das Johannesevangelium. Vandenhoeck & Ruprecht, Göttingen 2016, ISBN 978-3-525-51638-6 (795 S.).

### Studien zu Einzelfragen
Verfasser, Datierung, mögliche Quellen
- Gilbert Van Belle: The Signs Source in the Fourth Gospel. Historical Survey and Critical Evaluation of the Semeia Hypothesis (= Bibliotheca Ephemeridum theologicarum Lovaniensium. Band 116). University Press, Leuven u. a. 1994, ISBN 90-6186-624-3.
- Klaus Berger: Im Anfang war Johannes. Datierung und Theologie des vierten Evangeliums. 3. Auflage. Kaiser/Gütersloher Verlagshaus, Gütersloh 2004, ISBN 3-579-05201-2.
- James H. Charlesworth: The Beloved Disciple. Whose Witness Validates the Gospel of John? Trinity Press Intl., Valley Forge 1995, ISBN 1-56338-135-4.
- Martin Hengel: Die johanneische Frage. Ein Lösungsversuch (= Wissenschaftliche Untersuchungen zum Neuen Testament. Band 67). Mit einem Beitrag zur Apokalypse von Jörg Frey. Mohr, Tübingen 1993, ISBN 3-16-145836-2.
- Reinhard Nordsieck: Johannes: Zur Frage nach Verfasser und Entstehung des vierten Evangeliums. Neukirchener, Neukirchen 1998, ISBN 3-7887-1670-3.
- John A. T. Robinson, Hans-Joachim Schulz (Hrsg.): Johannes – das Evangelium der Ursprünge. Brockhaus, Wuppertal 1999, ISBN 3-417-29433-9. (Frühdatierung)
- Eugen Ruckstuhl, Peter Dschulnigg: Stilkritik und Verfasserfrage im Johannesevangelium. Die johanneischen Sprachmerkmale auf dem Hintergrund des Neuen Testaments und des zeitgenössischen hellenistischen Schrifttums (= Novum Testamentum et orbis antiquus. Band 17). Universitätsverlag, Freiburg (CH) 1991, ISBN 3-7278-0740-7.
- Frank Schleritt: Der vorjohanneische Passionsbericht. Eine historisch-kritische und theologische Untersuchung zu Joh 2,13–22; 11,47–14,31 und 18,1–20,29 (= Beihefte zur Zeitschrift für die neutestamentliche Wissenschaft und die Kunde der älteren Kirche. Band 154). de Gruyter, Berlin u. a. 2007, ISBN 978-3-11-019698-6.

Johannesevangelium und Johannesbriefe
- Moon-Geoung Kim: Zum Verhältnis des Johannesevangeliums zu den Johannesbriefen. Zur Verfasserschaft der „johanneischen“ Schriften in der Forschung (= Europäische Hochschulschriften. Reihe 23, Band 761). Lang, Frankfurt am Main u. a. 2003, ISBN 3-631-51046-2.
- Walter Schmithals: Johannesevangelium und Johannesbriefe. Forschungsgeschichte und Analyse (= BZNW. Band 64). de Gruyter, Berlin u. a. 1992, ISBN 3-11-013560-4 (Forschungsgeschichte).
- Thomas Söding (Hrsg.): Johannesevangelium – Mitte oder Rand des Kanons? Neue Standortbestimmungen (= Quaestiones disputatae. Band 203). Herder, Freiburg im Breisgau 2003, ISBN 3-451-02203-6.

Verhältnis zu den synoptischen Evangelien
- Adelbert Denaux (Hrsg.): John and the Synoptics (= BEThL. Band 101). Leuven 1992.
- Peter Hofrichter: Modell und Vorlage der Synoptiker. Das vorredaktionelle „Johannesevangelium“ (= Theologische Texte und Studien. Band 6). 2. Auflage. Olms, Hildesheim u. a. 2001, ISBN 3-487-10371-0.
- Peter Leander Hofrichter (Hrsg.): Für und wider die Priorität des Johannesevangeliums. Symposion in Salzburg am 10. März 2000 (= Theologische Texte und Studien. Band 9). Olms, Hildesheim u. a. 2002, ISBN 3-487-11692-8.
- Manfred Lang: Johannes und die Synoptiker. Eine redaktionsgeschichtliche Analyse von Joh 18–20 vor dem markinischen und lukanischen Hintergrund (= Forschungen zur Religion und Literatur des Alten und Neuen Testaments. Band 182). Vandenhoeck & Ruprecht, Göttingen 1999, ISBN 3-525-53866-9.
- Dwight Moody Smith: John among the Gospels. The Relationship in Twentieth-Century Research. Fortress Press, Minneapolis 1992, ISBN 0-8006-2530-7.
- Michael Theobald: Herrenworte im Johannesevangelium (= Herders biblische Studien. Band 34). Herder, Freiburg im Breisgau u. a. 2002, ISBN 3-451-27494-9.
- Lawrence M. Wills: The Quest of the Historical Gospel. Mark, John, and the Origins of the Gospel Genre. Routledge, London u. a. 1997, ISBN 0-415-15093-0.

Soziologische Hintergründe
- Anthony J. Blasi: A Sociology of Johannine Christianity (= Texts and Studies in Religion. Band 69). Mellen, Lewiston NY u. a. 1997, ISBN 0-7734-8753-0.
- Celestino G. Lingad: The Problems of Jewish Christians in the Johannine Community. Tesi gregoriana, Serie Teologia 73. Ed. Pontificia Università Gregoriana, Rom 2001, ISBN 88-7652-887-3.
- Woo-Jin Shim: Kyrios im Johannesevangelium. Eine exegetische Untersuchung zum Kyrios-Titel im Johannesevangelium. Dissertationsschrift Universität Heidelberg, Heidelberg 2003 (PDF 789 kB; 127 Seiten auf archiv.ub.uni-heidelberg.de)
- Klaus Wengst: Bedrängte Gemeinde und verherrlichter Christus. Ein Versuch über das Johannesevangelium (= Kaiser-Taschenbücher. Band 114). 4. Auflage. Christian-Kaiser-Verlag, München 1992, ISBN 3-459-01924-7.

### Literarische Struktur, Texttheorie und Metaphorik
- Patrick Chatelion Counet: John, a Postmodern Gospel. Introduction to Deconstructive Exegesis Applied to the Fourth Gospel (= Biblical Interpretation Series. Band 44). Brill, Leiden u. a. 2000, ISBN 90-04-11661-3.
- R. Alan Culpepper: Anatomy of the Fourth Gospel. A Study in Literary Design. Fortress Press, Philadelphia Repr. 1996, ISBN 0-8006-2068-2 (Pionier der narrativen Exegese des JohEv).
- James L. Resseguie: The Strange Gospel. Narrative Design and Point of View in John (= Biblical Interpretation Series. Band 56). Brill, Leiden u. a. 2001, ISBN 90-04-12206-0.
- Craig R. Koester: Symbolism in the Fourth Gospel. Meaning, Mystery, Community. 2. Auflage. Fortress Press, Minneapolis MN 2003, ISBN 0-8006-3594-9.
- Tobias Nicklas: Ablösung und Verstrickung. „Juden“ und Jüngergestalten als Charaktere der erzählten Welt des Johannesevangeliums und ihre Wirkung auf den impliziten Leser (= Regensburger Studien zur Theologie. Band 60). Lang, Frankfurt am Main u. a. 2001, ISBN 3-631-37615-4.
- Klaus Scholtissek: In ihm sein und bleiben. Die Sprache der Immanenz in den johanneischen Schriften (= Herders Biblische Studien. Band 21). Herder, Freiburg im Breisgau 2001, ISBN 3-451-27096-X.
- Otto Schwankl: Licht und Finsternis. Ein metaphorisches Paradigma in den johanneischen Schriften (= Herders Biblische Studien. Band 5). Herder, Freiburg im Breisgau u. a. 1995, ISBN 3-451-23624-9.
- Fernando F. Segovia (Hrsg.): What is John? Readers and Readings of the Fourth Gospel (= Society of Biblical Literature Symposium Series. Band 3). Scholars Press, Atlanta GA 1996, ISBN 0-7885-0239-5.
- Katja Müller: Zwischen Glauben und Zweifeln, Verkünden und Schweigen. Die literarische Darstellung und narrative Entfaltung der Auferstehungstheologie im Johannesevangelium. Dissertationsschrift, Ruprecht-Karls-Universität, Heidelberg 2015 (Volltext  Auf: d-nb.info)

### Ausgewählte theologische Themen
Gottesbild
- Daniel Rathnakara Sadananda: The Johannine Exegesis of God. An Exploration into the Johannine Understanding of God (= Zeitschrift für die Neutestamentliche Wissenschaft. Beiheft 121). de Gruyter, Berlin u. a. 2004, ISBN 3-11-018248-3.
- Adele Reinhartz (Hrsg.): God the Father in the Gospel of John. Semeia 85. Soc. of Biblical Literature, Atlanta GA 1999.
- Marianne Meye Thompson: The God of the Gospel of John. Eerdmans, Grand Rapids 2001, ISBN 0-8028-4734-X.
- Edith Zingg: Das Reden von Gott als „Vater“ im Johannesevangelium (= Herders Biblische Studien. Band 48). Herder, Freiburg im Breisgau u. a. 2006, ISBN 3-451-28950-4.

Christologie
- Johannes Frühwald-König: Tempel und Kult. Ein Beitrag zur Christologie des Johannesevangeliums (= Biblische Untersuchungen. Band 27). Pustet, Regensburg 1998, ISBN 3-7917-1581-X.
- William Loader: The Christology of the Fourth Gospel. Structure and Issues (= Beiträge zur biblischen Exegese und Theologie. Band 23). 2. Auflage. Lang, Frankfurt am Main u. a. 1992, ISBN 3-631-44943-7.
- Thomas Knöppler: Die theologia crucis des Johannesevangeliums. Das Verständnis des Todes Jesu im Rahmen der johanneischen Inkarnations- und Erhöhungschristologie (= Wissenschaftliche Monographien zum Alten und Neuen Testament. Band 69). Neukirchener Verlag, Neukirchen-Vluyn 1994, ISBN 3-7887-1501-4.
- Tobias Kriener: „Glauben an Jesus“ – ein Verstoß gegen das zweite Gebot? Die johanneische Christologie und der jüdische Vorwurf des Götzendienstes (= Neukirchener theologische Dissertationen und Habilitationen. Band 29). Neukirchener Verlag, Neukirchen-Vluyn 2001, ISBN 3-7887-1816-1.
- Joachim Kügler: Der andere König. Religionsgeschichtliche Perspektiven auf die Christologie des Johannesevangeliums (= Stuttgarter Bibelstudien. Band 178). Verlag Katholisches Bibelwerk, Stuttgart 1999, ISBN 3-460-04781-X.
- Johanna Rahner: „Er aber sprach vom Tempel seines Leibes“. Jesus von Nazaret als Ort der Offenbarung Gottes im vierten Evangelium (= Bonner biblische Beiträge. Band 117). Philo, Bodenheim 1998, ISBN 3-8257-0097-6.
- Markus Sasse: Der Menschensohn im Evangelium nach Johannes (= Texte und Arbeiten zum neutestamentlichen Zeitalter. Band 35). Francke, Tübingen/Basel 2000, ISBN 3-7720-2827-6.

Eschatologie
- Jörg Frey: Die johanneische Eschatologie. 3 Bände, Mohr Siebeck, Tübingen 1997–2000,
  - Band 1: Ihre Probleme im Spiegel der Forschung seit Reimarus (= Wissenschaftliche Untersuchungen zum Neuen Testament. Band 96). Mohr Siebeck, Tübingen 1997, ISBN 3-16-146716-7.
  - Band 2: Das johanneische Zeitverständnis (= Wissenschaftliche Untersuchungen zum Neuen Testament. Band 110). Mohr Siebeck, Tübingen 1998, ISBN 3-16-146845-7.
  - Band 3: Die eschatologische Verkündigung in den johanneischen Texten (= Wissenschaftliche Untersuchungen zum Neuen Testament. Band 117). Mohr Siebeck, Tübingen 2000, ISBN 3-16-147088-5.
- Axel Hammes: Der Ruf ins Leben. Eine theologisch-hermeneutische Untersuchung zur Eschatologie des Johannesevangeliums mit einem Ausblick auf ihre Wirkungsgeschichte (= Bonner Biblische Beiträge. Band 112). Philo-Verlag, Bodenheim 1997, ISBN 3-8257-0060-7.

Liebe im Johannesevangelium
- Jörg Augenstein: Das Liebesgebot im Johannesevangelium und in den Johannesbriefen (= Beiträge zur Wissenschaft vom Alten und Neuen Testament. Heft 134 = Folge 7, Heft 14). Kohlhammer, Stuttgart u. a. 1993, ISBN 3-17-012687-3.
- Enno Edzard Popkes: Die Theologie der Liebe Gottes in den johanneischen Schriften. Zur Semantik der Liebe und zum Motivkreis des Dualismus (= Wissenschaftliche Untersuchungen zum Neuen Testament. Reihe 2, Band 197). Mohr Siebeck, Tübingen 2005, ISBN 3-16-148669-2.

### Beziehung zum Judentum und zum Alten Testament
- Reimund Bieringer u. a. (Hrsg.): Anti-Judaism and the Fourth Gospel. Papers of the Leuven Colloquium, 2000 (= Jewish and Christian Heritage Series. Band 1). Royal Van Gorcum, Assen 2001, ISBN 90-232-3712-9.
- Manfred Diefenbach: Der Konflikt Jesu mit den „Juden“. Ein Versuch zur Lösung der johanneischen Antijudaismus-Diskussion mit Hilfe des antiken Handlungsverständnisses (= Neutestamentliche Abhandlungen. N. F. Band 41). Aschendorff, Münster 2002, ISBN 3-402-04789-6.
- Raimo Hakola: Identity Matters. John, the Jews and Jewishness (= Supplements to Novum Testamentum. Band 118). Brill, Leiden u. a. 2005, ISBN 90-04-14324-6.
- Michael Labahn; Klaus Scholtissek; Angelika Strotmann (Hrsg.): Israel und seine Heilstraditionen im Johannesevangelium. FS Johannes Beutler. Schöningh, Paderborn 2004, ISBN 3-506-77917-6 (Online-Ausgabe im Projekt Digi20).
- Andreas Obermann: Die christologische Erfüllung der Schrift im Johannesevangelium. Eine Untersuchung zur johanneischen Hermeneutik anhand der Schriftzitate (= Wissenschaftliche Untersuchungen zum Neuen Testament. Reihe 2, Band 83). Mohr, Tübingen 1996, ISBN 3-16-146530-X.
- Adele Reinhartz: Freundschaft mit dem geliebten Jünger. Eine jüdische Lektüre des Johannesevangeliums. TVZ, Zürich 2005, ISBN 3-290-17358-5.

### Rezeptionsgeschichte
- Markus Enders, Rolf Kühn, Christoph Bruns: „Im Anfang war der Logos …“ Studien zur Rezeptionsgeschichte des Johannesprologs von der Antike bis zur Gegenwart (= Forschungen zur europäischen Geistesgeschichte. Band 11). Herder, Freiburg im Breisgau u. a. 2011, ISBN 978-3-451-34020-8.
- Seán Patrick Kealy: John’s Gospel and the History of Biblical Interpretation. Mellen Biblical Press, Lewiston NY u. a. 2002.
- Michael Mees: Die frühe Rezeptionsgeschichte des Johannesevangeliums am Beispiel von Textüberlieferung und Väterexegese (= Forschung zur Bibel. Band 72). Echter-Verlag, Würzburg 1994, ISBN 3-429-01604-5.
- Glenn W. Most: Der Finger in der Wunde. Die Geschichte des ungläubigen Thomas. C. H. Beck Verlag, München 2007, ISBN 978-3-406-55619-7.
- Titus Nagel: Die Rezeption des Johannesevangeliums im 2. Jahrhundert. Studien zur vorirenäischen Aneignung und Auslegung des vierten Evangeliums in christlicher und christlich-gnostischer Literatur (= Arbeiten zur Bibel und ihrer Geschichte. Band 2). Evangelische Verlagsanstalt, Leipzig 2000, ISBN 3-374-01821-1.
- Isolde Penz: Wege zum Göttlichen: die Sehnsucht nach dem Einssein mit dem Göttlichen in Mythos, Gnosis, Logos und im Evangelium nach Johannes. LIT Verlag, Münster 2006, ISBN 978-3-8258-9763-5
- Kurt Ruh: Johannes-Evangelium 1,1–14. In: Verfasserlexikon. Band IV, Sp. 830–833.